# بطولة ويمبلدون 1897
قائمة ببطولات ويمبلدون لسنة 1897:

## فردي رجال
رينالد دوهيرتي هزم  هارلد ماهوني. النتيجة: 6-4 6-4 6-3

## فردي سيدات
بلانش باجيني هزمت  شارلوت كوبر. النتيجة: 5-7, 7-5, 6-2